# Scopula inflexibilis
Scopula inflexibilis là một loài bướm đêm trong họ Geometridae.